# NBA G League All-Defensive Team
L'NBA G League All-Defensive Team è il riconoscimento che ogni anno la NBA G League, tramite i voti degli allenatori di ogni franchigia, conferisce ai 15 migliori difensori che si sono distinti nel corso della stagione regolare.

## Vincitori
| Grassetto | Vincitore dell'NBA G League Defensive Player of the Year Award |

| Stagione  | 1° quintetto           | 1° quintetto             | 2° quintetto               | 2° quintetto             | 3° quintetto           | 3° quintetto          |
| Stagione  | Giocatore              | Squadra                  | Giocatore                  | Squadra                  | Giocatore              | Squadra               |
| --------- | ---------------------- | ------------------------ | -------------------------- | ------------------------ | ---------------------- | --------------------- |
| 2012-2013 | Stefhon Hannah         | Santa Cruz Warriors      | Justin Holiday             | Idaho Stampede           | Chris Roberts          | Austin Toros          |
| 2012-2013 | Jorge Gutiérrez        | Canton Charge            | Cory Joseph                | Austin Toros             | Sadiel Rojas           | Fort Wayne Mad Ants   |
| 2012-2013 | Chris Wright           | Maine Red Claws          | Mark Tyndale               | Skyforce / Red Claws     | Othyus Jeffers         | Iowa Energy           |
| 2012-2013 | Damion James           | Bakersfield Jam          | Toure' Murry               | Rio Grande Valley Vipers | Elijah Millsap         | Los Angeles D-Fenders |
| 2012-2013 | Fab Melo               | Maine Red Claws          | Hilton Armstrong           | Santa Cruz Warriors      | Mickell Gladness       | Santa Cruz Warriors   |
| 2013-2014 | Jorge Gutiérrez (2)    | Canton Charge            | Patrick Christopher        | Iowa Energy              | Chris Babb             | Maine Red Claws       |
| 2013-2014 | DeAndre Liggins        | Sioux Falls Skyforce     | Sadiel Rojas (2)           | Fort Wayne Mad Ants      | Dee Bost               | Idaho Stampede        |
| 2013-2014 | Othyus Jeffers (2)     | Iowa Energy              | Chris Wright (2)           | Maine Red Claws          | Thanasīs Antetokounmpo | Delaware 87ers        |
| 2013-2014 | Mo Charlo              | Reno Bighorns            | Willie Reed                | Reno Bighorns            | Gilbert Brown          | Canton Charge         |
| 2013-2014 | Justin Hamilton        | Sioux Falls Skyforce     | Hilton Armstrong (2)       | Santa Cruz Warriors      | Mickell Gladness (2)   | Reno Bighorns         |
| 2014-2015 | Aaron Craft            | Santa Cruz Warriors      | Tim Frazier                | Maine Red Claws          | Chris Babb (2)         | Maine Red Claws       |
| 2014-2015 | Fuquan Edwin           | Sioux Falls Skyforce     | Joe Jackson                | Bakersfield Jam          | Dominique Sutton       | Santa Cruz Warriors   |
| 2014-2015 | Willie Reed (2)        | Grand Rapids Drive       | Thanasīs Antetokounmpo (2) | Westchester Knicks       | Jonathon Simmons       | Austin Spurs          |
| 2014-2015 | Clint Capela           | Rio Grande Valley Vipers | Eric Griffin               | Texas Legends            | Ognjen Kuzmić          | Santa Cruz Warriors   |
| 2014-2015 | Khem Birch             | Sioux Falls Skyforce     | Sim Bhullar                | Reno Bighorns            | Hasheem Thabeet        | Grand Rapids Drive    |
| 2015-2016 | Aaron Craft (2)        | Santa Cruz Warriors      | nessun 2º quintetto        | nessun 2º quintetto      | nessun 3º quintetto    | nessun 3º quintetto   |
| 2015-2016 | Keith Appling          | Erie BayHawks            | nessun 2º quintetto        | nessun 2º quintetto      | nessun 3º quintetto    | nessun 3º quintetto   |
| 2015-2016 | Jordan Bachynski       | Westchester Knicks       | nessun 2º quintetto        | nessun 2º quintetto      | nessun 3º quintetto    | nessun 3º quintetto   |
| 2015-2016 | DeAndre Liggins (2)    | Sioux Falls Skyforce     | nessun 2º quintetto        | nessun 2º quintetto      | nessun 3º quintetto    | nessun 3º quintetto   |
| 2015-2016 | Micheal Eric           | Texas Legends            | nessun 2º quintetto        | nessun 2º quintetto      | nessun 3º quintetto    | nessun 3º quintetto   |
| 2016-2017 | Brianté Weber          | Sioux Falls Skyforce     | nessun 2º quintetto        | nessun 2º quintetto      | nessun 3º quintetto    | nessun 3º quintetto   |
| 2016-2017 | David Nwaba            | Los Angeles D-Fenders    | nessun 2º quintetto        | nessun 2º quintetto      | nessun 3º quintetto    | nessun 3º quintetto   |
| 2016-2017 | Eric Moreland          | Canton Charge            | nessun 2º quintetto        | nessun 2º quintetto      | nessun 3º quintetto    | nessun 3º quintetto   |
| 2016-2017 | Keith Benson           | Sioux Falls Skyforce     | nessun 2º quintetto        | nessun 2º quintetto      | nessun 3º quintetto    | nessun 3º quintetto   |
| 2016-2017 | Walter Tavares         | Raptors 905              | nessun 2º quintetto        | nessun 2º quintetto      | nessun 3º quintetto    | nessun 3º quintetto   |
| 2017-2018 | Brianté Weber (2)      | Sioux Falls Skyforce     | nessun 2º quintetto        | nessun 2º quintetto      | nessun 3º quintetto    | nessun 3º quintetto   |
| 2017-2018 | Kadeem Allen           | Maine Red Claws          | nessun 2º quintetto        | nessun 2º quintetto      | nessun 3º quintetto    | nessun 3º quintetto   |
| 2017-2018 | Amile Jefferson        | Iowa Wolves              | nessun 2º quintetto        | nessun 2º quintetto      | nessun 3º quintetto    | nessun 3º quintetto   |
| 2017-2018 | Landry Nnoko           | Grand Rapids Drive       | nessun 2º quintetto        | nessun 2º quintetto      | nessun 3º quintetto    | nessun 3º quintetto   |
| 2017-2018 | Amida Brimah           | Austin Spurs             | nessun 2º quintetto        | nessun 2º quintetto      | nessun 3º quintetto    | nessun 3º quintetto   |
| 2018-2019 | Kadeem Allen (2)       | Westchester Knicks       | nessun 2º quintetto        | nessun 2º quintetto      | nessun 3º quintetto    | nessun 3º quintetto   |
| 2018-2019 | Chris Boucher          | Raptors 905              | nessun 2º quintetto        | nessun 2º quintetto      | nessun 3º quintetto    | nessun 3º quintetto   |
| 2018-2019 | Amida Brimah (2)       | Austin Spurs             | nessun 2º quintetto        | nessun 2º quintetto      | nessun 3º quintetto    | nessun 3º quintetto   |
| 2018-2019 | Gary Payton II         | Rio Grande Valley Vipers | nessun 2º quintetto        | nessun 2º quintetto      | nessun 3º quintetto    | nessun 3º quintetto   |
| 2018-2019 | Norvel Pelle           | Delaware Blue Coats      | nessun 2º quintetto        | nessun 2º quintetto      | nessun 3º quintetto    | nessun 3º quintetto   |
| 2019-2020 | Tacko Fall             | Maine Red Claws          | nessun 2º quintetto        | nessun 2º quintetto      | nessun 3º quintetto    | nessun 3º quintetto   |
| 2019-2020 | Tra-Deon Hollins       | Grand Rapids Drive       | nessun 2º quintetto        | nessun 2º quintetto      | nessun 3º quintetto    | nessun 3º quintetto   |
| 2019-2020 | Christ Koumadje        | Delaware Blue Coats      | nessun 2º quintetto        | nessun 2º quintetto      | nessun 3º quintetto    | nessun 3º quintetto   |
| 2019-2020 | Sir'Dominic Pointer    | Canton Charge            | nessun 2º quintetto        | nessun 2º quintetto      | nessun 3º quintetto    | nessun 3º quintetto   |
| 2019-2020 | Kenny Wooten           | Westchester Knicks       | nessun 2º quintetto        | nessun 2º quintetto      | nessun 3º quintetto    | nessun 3º quintetto   |
| 2020-2021 | Paul Reed              | Delaware Blue Coats      | nessun 2º quintetto        | nessun 2º quintetto      | nessun 3º quintetto    | nessun 3º quintetto   |
| 2020-2021 | Moses Brown            | Oklahoma City Blue       | nessun 2º quintetto        | nessun 2º quintetto      | nessun 3º quintetto    | nessun 3º quintetto   |
| 2020-2021 | Mamadi Diakité         | Lakeland Magic           | nessun 2º quintetto        | nessun 2º quintetto      | nessun 3º quintetto    | nessun 3º quintetto   |
| 2020-2021 | Tahjere McCall         | Lakeland Magic           | nessun 2º quintetto        | nessun 2º quintetto      | nessun 3º quintetto    | nessun 3º quintetto   |
| 2020-2021 | Gary Payton II (2)     | Raptors 905              | nessun 2º quintetto        | nessun 2º quintetto      | nessun 3º quintetto    | nessun 3º quintetto   |
| 2021-2022 | Charles Bassey         | Delaware Blue Coats      | nessun 2º quintetto        | nessun 2º quintetto      | nessun 3º quintetto    | nessun 3º quintetto   |
| 2021-2022 | Braxton Key            | Delaware Blue Coats      | nessun 2º quintetto        | nessun 2º quintetto      | nessun 3º quintetto    | nessun 3º quintetto   |
| 2021-2022 | Tacko Fall (2)         | Cleveland Charge         | nessun 2º quintetto        | nessun 2º quintetto      | nessun 3º quintetto    | nessun 3º quintetto   |
| 2021-2022 | Shaquille Harrison     | Delaware Blue Coats      | nessun 2º quintetto        | nessun 2º quintetto      | nessun 3º quintetto    | nessun 3º quintetto   |
| 2021-2022 | Trevelin Queen         | Rio Grande Valley Vipers | nessun 2º quintetto        | nessun 2º quintetto      | nessun 3º quintetto    | nessun 3º quintetto   |
| 2022-2023 | Kris Dunn              | Capital City Go-Go       | nessun 2º quintetto        | nessun 2º quintetto      | nessun 3º quintetto    | nessun 3º quintetto   |
| 2022-2023 | Shaquille Harrison (2) | South Bay Lakers         | nessun 2º quintetto        | nessun 2º quintetto      | nessun 3º quintetto    | nessun 3º quintetto   |
| 2022-2023 | Jay Huff               | Capital City Go-Go       | nessun 2º quintetto        | nessun 2º quintetto      | nessun 3º quintetto    | nessun 3º quintetto   |
| 2022-2023 | Neemias Queta          | Stockton Kings           | nessun 2º quintetto        | nessun 2º quintetto      | nessun 3º quintetto    | nessun 3º quintetto   |
| 2022-2023 | Mfiondu Kabengele      | Maine Celtics            | nessun 2º quintetto        | nessun 2º quintetto      | nessun 3º quintetto    | nessun 3º quintetto   |
| 2023-2024 | Shaquille Harrison (3) | South Bay Lakers         | nessun 2º quintetto        | nessun 2º quintetto      | nessun 3º quintetto    | nessun 3º quintetto   |
| 2023-2024 | Kylor Kelley           | Maine Celtics            | nessun 2º quintetto        | nessun 2º quintetto      | nessun 3º quintetto    | nessun 3º quintetto   |
| 2023-2024 | Nate Hinton            | Rio Grande Valley Vipers | nessun 2º quintetto        | nessun 2º quintetto      | nessun 3º quintetto    | nessun 3º quintetto   |
| 2023-2024 | Trhae Mitchell         | Rio Grande Valley Vipers | nessun 2º quintetto        | nessun 2º quintetto      | nessun 3º quintetto    | nessun 3º quintetto   |
| 2023-2024 | Darius Bazley          | Salt Lake City Stars     | nessun 2º quintetto        | nessun 2º quintetto      | nessun 3º quintetto    | nessun 3º quintetto   |